# (17936) Nil
(17936) Nil, désignation internationale (17936) Nilus, est un astéroïde de la ceinture principale.

## Description
(17936) Nil est un astéroïde de la ceinture principale. Il fut découvert par John Broughton le 24 avril 1999 à l'observatoire de Reedy Creek. Il présente une orbite caractérisée par un demi-grand axe de 2,25 UA, une excentricité de 0,066 et une inclinaison de 3,17° par rapport à l'écliptique.
Il fut nommé d'après le personnage Nil de la mythologie gréco-romaine, personnification du Nil, fleuve égyptien.

## Compléments